# Фелікс Мартен
Фелікс Мартен (1919—1992) — французький кіноактор німецького походження. Народився в Ремагені в сім'ї фіна, і його сім'я втекла з Німеччини після захоплення влади нацистами. Він є одним із багатьох акторів, які зіграли персонажа Леслі Чартеріс Саймона Темплара у фільмі 1960 року «Диявольський танець».

## Вибрана фільмографія
- 1966 — Чи горить Париж?